# Tamna
Regatul Tamna sau Tamna guk a guvernat insula Jeju încă din timpuri străvechi până când a fost absorbit de regatul Joseon în anul 1404. Mai este cunoscut și ca Tangna (탁라), Seomna (섭나) sau Tammora (탐모라), toate aceste nume semnificând „țara insulară”.

## Legendele fondării
Nu există nicio evidență istorică despre cum a fost întemeiat acest stat, însă există o legendă care spune că cei trei mari fondatori divini ai țării - Ko (고), Yang (양) și Bu (부) au apărut din trei găuri din pământ în secolul XXIV î.e.n. Aceste găuri, denumite Samseonghyeol (삼성혈), se găsesc în Jeju.
Conform legendei, după ce Yang Ul-la (양 을 나 / 良 乙 那; astăzi 楊 乙 那) a venit pe insula Jeju, o cutie semi-mitică a spălat pe malul insulei. Yang Ul-la a găsit acolo trei femei, cai, vaci, și semințe agricole, cum ar fi orez, porumb, cereale, mei, orz, și bambus. Din aceste începuturi, cei trei bărbați au întemeiat regatul Tamna. El este privit ca strămoșul legendar al lui Yang Tang, fondatorul clanului Jeju Yang.

## Evidențe scrise și arheologice
Înregistrările arheologice indică faptul că oamenii din regatul Tamna erau angajați în comerțul activ cu cei din dinastia Han a Chinei și cu Yayoi din Japonia, dar și cu regatele coreene. Prima referință istorică despre acest regat este din secolul III d. Hr., în cronicile despre perioada celor Trei Regate chinezești , cunoscute și sub numele de Sanguozhi. În Sanguozhi, poporul Tamna este numit Juho (州胡, lit. ’’barbari insulari’’), aceste cronici informând că ar fi fost niște oameni cu obiceiuri ciudate care trăiau pe o insulă lângă Coreea. De asemena, cronicile spun că populația Tamna aveau o cultură și o limbă diferită  față de restul Peninsulei Coreene. Totuși, teoria că Juho și Tamna erau unul și același popor a fost deseori pusă la îndoială de oamenii de știință și de învățați, printre ei numărându-se și nord-coreeanul Yi Jirin (이지린) care aclamă că poporul Juho trăia pe o insulă micuță din Marea Galbenă.
În 476, conform Samguk Sagi, Tamna a început o relație tributară cu Baekje, care controla partea sudică a Peninsulei Coreene și avea legături strânse cu Japonia, deci, prin urmare, și Tamna făcea diferite schimburi cu popoarele de pe teritoriul japonez. Când puterea Baekjeului s-a diminuat, Tamna a apelat la Silla. La un moment dat, aproape de sfârșitul perioadei celor Trei Regate coreene, Tamna a îngenunchiat de bunăvoie în fața Sillei, iar celor 3 prințese din regatul subjugat li s-au dat titlurile  Seongju (성주, 星主), Wangja (왕자, 王子) și Donae (도내, 内 都) pentru ca regatul lor să fie menționat în istorie. Unele surse menționează că acest eveniment a avut loc în timpul regelui Munmu, la sfârșitul secolului al VII-lea.
Tamna și-a recăpătat independența abia după ce Silla a căzut, în 935, dar nu pentru mult timp. În 938, a fost din nou subjugată de Goryeo și anexată oficial în 1105. Cu toate acestea, Tamna și-a menținut autonomia locală până în 1404, când Taejong al Joseonului a plasat-o sub control central ferm, ceea ce a pus capăt regatului insular. Un eveniment important ce a avut loc înainte ca regatul Tamna să dispară a fost rebeliunea Sambyeolcho, care a avut un sfârșit sângeros în 1274.

## Suverani și conducători ai Tamnei
| Regii Tamna       | Hangul   | Hanja    |
| ----------------- | -------- | -------- |
| Regele Go Eulla   | 고을라왕 | 高乙那王 |
| Regele Geon       | 건왕     | 建王     |
| Regele Samgye     | 삼계왕   | 三繼王   |
| Regele Ilmang     | 일망왕   | 日望王   |
| Regele Doje       | 도제왕   | 島濟王   |
| Regele Eon-gyeong | 언경왕   | 彦卿王   |
| Regele Bomyeong   | 보명왕   | 寶明王   |
| Regele Haengcheon | 행천왕   | 幸天王   |
| Regele Hwan       | 환왕     | 歡王     |
| Regele Sik        | 식왕     | 湜王     |
| Regele Uk         | 욱왕     | 煜王     |
| Regele Hwang      | 황왕     | 惶王     |
| Regele Wi         | 위왕     | 偉王     |
| Regele Yeong      | 영왕     | 榮王     |
| Regele Hu         | 후왕     | 厚王     |
| Regele Dumyeong   | 두명왕   | 斗明王   |
| Regele Seonju     | 선주왕   | 善主王   |
| Regele Jinam      | 지남왕   | 知南王   |
| Regele Seongbang  | 성방왕   | 聖邦王   |
| Regele Munseong   | 문성왕   | 文星王   |
| Regele Ik         | 익왕     | 翼王     |
| Regele Jihyo      | 지효왕   | 之孝王   |
| Regele Suk        | 숙왕     | 淑王     |
| Regele Hyeonbang  | 현방왕   | 賢方王   |
| Regele Gi         | 기왕     | 璣王     |
| Regele Dam        | 담왕     | 聃王     |
| Regele Ji-un      | 지운왕   | 指雲王   |
| Regele Seo        | 서왕     | 瑞王     |
| Regele Damyeong   | 다명왕   | 多鳴王   |
| Regele Dam        | 담왕     | 談王     |
| Regele Cheseam    | 체삼왕   | 體參王   |
| Regele Seongjin   | 성진왕   | 聲振王   |
| Regele Hong       | 홍왕     | 鴻王     |
| Regele Cheoryang  | 처량왕   | 處良王   |
| Regele Won        | 원왕     | 遠王     |
| Regele Pyoryun    | 표륜왕   | 表倫王   |
| Regele Hyeong     | 형왕     | 逈王     |
| Regele Chido      | 치도왕   | 致道王   |
| Regele Uk         | 욱왕     | 勖王     |
| Regele Cheonwon   | 천원왕   | 天元王   |
| Regele Hogong     | 호공왕   | 好恭王   |
| Regele So         | 소왕     | 昭王     |
| Regele Gyeongjik  | 경직왕   | 敬直王   |
| Regele Min        | 민왕     | 岷王     |
| Regele Jagyeon    | 자견왕   | 自堅王   |

| Conducători ai Tamnei | Hangul | Hanja  |
| --------------------- | ------ | ------ |
| Go Jagyeon            | 고자견 | 高自堅 |
| Go Malo               | 고말로 | 高末老 |
| Go Yu                 | 고유   | 高維   |
| Go Jogi               | 고조기 | 髙兆基 |
| Go Jeongik            | 고정익 | 髙挺益 |
| Go Jeok               | 고적   | 髙適   |
| Go Yeorim             | 고여림 | 髙汝霖 |
| Go Jeongan            | 고정간 | 髙貞幹 |
| Go Soon               | 고순   | 髙巡   |
| Go Boksu              | 고복수 | 髙福壽 |
| Go Indan              | 고인단 | 髙仁旦 |
| Go Sujwa              | 고수좌 | 髙秀佐 |
| Go Seok               | 고석   | 髙碩   |
| Go Soonryang          | 고순량 | 髙順良 |
| Go Soonwon            | 고순원 | 髙順元 |
| Go Myeongeol          | 고명걸 | 髙明傑 |
| Go Singeol            | 고신걸 | 髙臣傑 |
| Go Bong-ye            | 고봉예 | 高鳳禮 |